# Acrocercops osteopa
Acrocercops osteopa là một loài bướm đêm thuộc họ Gracillariidae. Nó được tìm thấy ở Queensland.